# Nadia Yala Kisukidi
Nadia Yala Kisukidi (Bruselas, 8 de octubre de 1978) es una filósofa francesa, profesora universitaria y africanista especialista en Henri Bergson y estudios poscoloniales.

## Biografía
Es hija de madre franco-italiana y padre congoleño. Se graduó en Filosofía en el año 2005. En 2010 publicó su tesis doctoral, en la Universidad de Lille 3, dirigida por Frédéric Worms, titulada "Humanidad creativa. Ensayo sobre la importancia estética y política de la metafísica de Bergson".

### Trayectoria
Entre los años 2005 y 2011, enseñó filosofía en educación secundaria. En 2011 fue nombrada asistente de Ética en la Facultad de Teología Protestante de la Universidad de Ginebra. Entre 2013 y 2019 fue directora de programas de la Facultad Internacional de Filosofía. De 2014 a 2016 fue vicepresidenta de esta Facultad. Desde 2016, trabajó como profesora en la Universidad de París VIII. Es una de las pocas filósofas negras que ejercen en Francia. En junio de 2020, afirmó en la Universidad París VIII:
“La propia idea de que un cuerpo negro pueda ser un cuerpo pensante debe recorrer todavía un largo camino en Francia”, donde el universalismo, la igualdad de todos ante la ley y el laicismo son conceptos muy arraigados en el discurso, pero muy poco en la realidad.
En su actividad investigadora, además de especialista en el pensamiento de Henri Bergson, dedica un seminario a la filosofía africana, y más ampliamente, estudia las reflexiones teóricas y las producciones de la diáspora africana. En relación con las obras de Aimé Césaire sobre la negritud (blackness),  esta filósofa explica que le gusta la forma en que Césaire llega a lo universal dinamizando los esencialismos y separatismos para construir, lo que ella llama, una política de solidaridades. Estudia las nociones de humanismo y universalismo, así como sus repercusiones en el contexto poscolonial, asumida en una perspectiva crítica según varios ejes, en particular, político, histórico y ético, bajo el título "Universalismo(s): repeticiones, críticas y genealogía de un discurso, en torno a Léopold Sédan Senghor, Fabien Eboussi Boulaga y Jean-Marc Ela".